# Correlatore per segnali idrofonici

Scoperta sonar di un segnale ottenuta da un insieme di correlatori.

Con la dizione correlatore per segnali idrofonici s'identifica un dispositivo elettronico caratterizzato da due ingressi, ai quali applicare i segnali da controllare , ed una uscita che, in base alle proprie caratteristiche d’ampiezza nel tempo,  indica quale interdipendenza esiste tra i due segnali applicati all'ingresso; la funzione che definisce il comportamento dell'uscita del correlatore è indicata come funzione di correlazione ed è espressa con la notazione implicita {\displaystyle Cn(\tau )}.
Il processo di correlazione comprende un notevole numero di procedure, per l’indagine sulla natura ed il comportamento dei segnali analogici; due segnali elettrici , indicabili genericamente con S1 e S2 , apparentemente indifferenti l’uno dall'altro possono avere in comune quantità di energia legate da particolari relazioni di polarità nel tempo; analizzandoli con le tecniche di correlazione si possono evidenziare eventuali legami esistenti e misurarne la quantità rispetto all'ampiezza complessiva dei segnali.
Il correlatore per segnali idrofonici, alla base dei sistemi di scoperta dei bersagli con il sonar, è un dispositivo teoricamente molto complesso  ma estremamente semplice da costruire nella versione indicata come Correlatore a coincidenza di polarità, 
per impiegarlo non è necessario conoscerne la teoria, è sufficiente comprendere le poche regole che guidano il progetto e la manualità per le sue messe a punto e per il suo utilizzo.

## Funzionamento

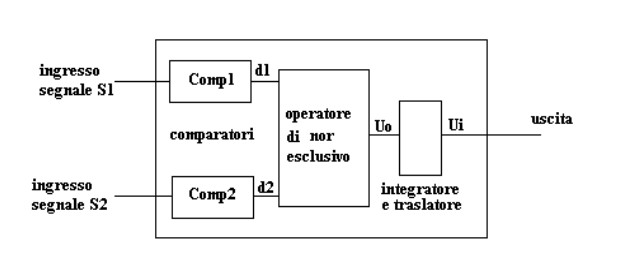
Schema a blocchi di un correlatore a coincidenza dipolarità

Il funzionamento del correlatore a coincidenza di polarità si basa sullo schema a blocchi riportato in figura ; il dettaglio in tre sezioni distinte

### Comparatori - I^ sezione -

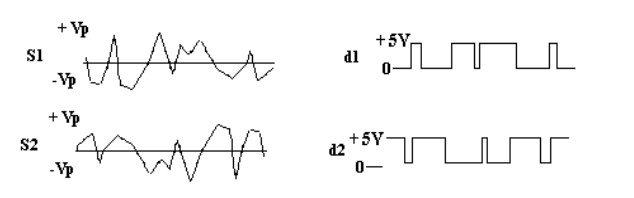

La prima sezione vede i segnali analogici S1 ed S2 d’ingresso al correlatore applicati ciascuno ad un comparatore di livello  affinché possano essere trasformati a due stati per l’operazione successiva; detta di nor esclusivo; questa prima trasformazione è mostrata nei quattro diagrammi:
Il segnale analogico S1, del tipo a larga banda, riportato in figura in alto a sinistra, è applicato al comparatore Comp1 che lo trasforma in segnale a due stati come mostrato dall’onda rettangolare indicata con d1.
Il segnale analogico S2, del tipo a larga banda, riportato in figura in basso a sinistra, è applicato al comparatore Comp2 che lo trasforma in segnale a due stati come mostrato dall'onda rettangolare indicata con d2.

### Operatore di nor esclusivo - II^ sezione -

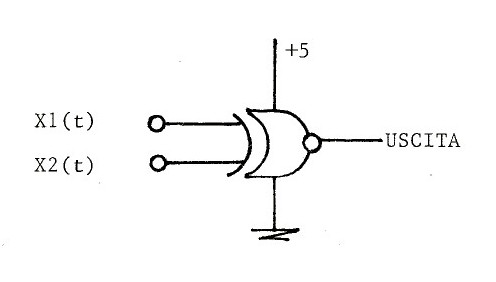
Operatore logico di NOR ESCLUSIVO

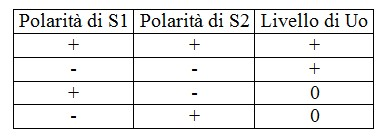
Tabella funzioni logiche di NOR ESCLUSIVO

La seconda sezione è ottenuta con il blocco logico indicato come operatore di nor esclusivo .
Il compito dell'operatore di nor esclusivo è di rivelare le coincidenze tra le polarità dei segnali S1 ed S2 che si manifestano nel tempo, ora positive ora negative, come evidenziate dagli stati dei due segnali d1 e d2. 
Quando i segni dei segnali analogici S1 ed S2 sono positivi, (+Vp) il livello degli stati d1 e d2 è di + 5V
Quando i segni dei segnali analogici S1 ed S2 sono negativi (-Vp), il livello degli stati d1 e d2 è di 0V.
L’operatore di nor esclusivo rende alla sua uscita Uo un livello istantaneo positivo quando i segnali analogici S1 ed S2 hanno istantaneamente la stessa polarità sia positiva che negativa, rende un livello istantaneo zero quando i segnali analogici S1 ed S2 hanno istantaneamente polarità opposte (condizione che vede S1 positivo quando S2 è negativo e viceversa).
In alto la tabella che illustra la caratteristica funzionale dell’operatore nor esclusivo in dipendenza delle polarità istantanee dei segnali d’ingresso:
Dato che le polarità dei segnali variano continuamente nel tempo, anche il livello di Uo varia nel tempo e non è misurabile con facilità.

### Circuito integratore - III^ sezione -
Il processo si conclude con la terza ed ultima sezione indicata nello schema a blocchi come “integratore”;  questo circuito oltre al compito di integratore, svolge anche quello di traslatore di livello, in modo da trasformare i livelli “Alti” di Uo in tensioni “Positive” ed i livelli “Bassi” di Uo in tensioni “Negative”.
I valori di Uo immagazzinati come una tensione elettrica prevalentemente continua, si sommano nel tempo affinché possano essere misurati.

#### Traslatore

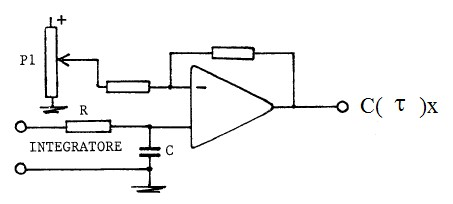
integratore e traslatore di livello

L'operazione  di traslazione del livello d'uscita dell'integratore, necessaria, sia per disaccoppiare quest'ultimo dall'utilizzatore, sia per alcune specifiche  applicazioni, si esegue semplicemente mediante il collegamento dell'unita integratore con un amplificatore operazionale così come mostrato in figura: 
L'operazionale è configurato come un sommatore che da un lato riceve la Uo tramite la resistenza R e dall'altro riceve una tensione continua regolabile che consente di variare il livello base d'uscita.
All'uscita del circuito integratore è disponibile infine il risultato del processo di correlazione identificato con la funzione {\displaystyle C(\tau )} che si sviluppa tra -2.5 Vcc e +2.5 Vcc;  

## Processo di correlazione

### Relazione tra i segni di S1 e S2
I 5 casi caratteristici:
- S1 ed S2 hanno all'istante la stessa polarità, positiva o negativa, l’uscita Uo sarà alta, ma all'uscita Ui dell’integratore potrà permanere alta (Positiva) soltanto se le condizioni istantanee di uguale polarità saranno mantenute nel tempo.

Se le condizioni istantanee di tale polarità sono mantenute nel tempo, significa che i due segnali sono in stretta relazione tra loro, cioè sono tra loro Correlati ovvero  Coerenti. 
- S1 ed S2 hanno all'istante polarità opposte, l’uscita Uo sarà bassa, ma all'uscita Ui dell’integratore potrà permanere bassa (Negativa) solo se le condizioni istantanee di opposta polarità saranno mantenute nel tempo.

Se le condizioni istantanee di tale polarità sono mantenute nel tempo, significa che due segnali sono in stretta relazione opposta tra loro, vale a dire che i segnali sono tra loro Inversocorrelati. 
- S1 ed S2 hanno in alcuni istanti successivi la stessa polarità, positiva o negativa, ed in altri istanti polarità opposta, l’uscita Uo sarà in alcuni istanti alta ed in alcuni istanti bassa, ma all'uscita Ui dell’integratore si otterrà una media che tenderà verso i livelli alti (Positivi); se la percentuale del tempo in cui le polarità di S1 ed S2 coincidono è più elevata di quanto non sia elevata la percentuale del tempo in cui le polarità non coincidono, si dice che i segnali sono tra loro Parzialmente correlati.

- S1 ed S2 hanno in alcuni istanti successivi la stessa polarità, positiva o negativa, ed in altri istanti polarità opposta, l’uscita Uo sarà in alcuni istanti alta ed in alcuni istanti bassa, ma all'uscita Ui dell’integratore si otterrà una media che tenderà verso i livelli bassi (Negativi); se la percentuale del tempo in cui le polarità di S1 ed S2 non coincidono è più elevata di quanto non sia elevata la percentuale del tempo in cui le polarità coincidono, si dice che i segnali sono tra loro Parzialmente inversocorrelati.

- S1 ed S2 hanno per la metà del tempo, in istanti successivi, la stessa polarità, positiva o negativa, e per l’altra metà del tempo, in istanti successivi, polarità opposta, l’uscita Uo sarà per la metà del tempo alta e per l’altra metà del tempo bassa; di conseguenza all'uscita Ui dell’integratore si otterrà una media che tenderà verso i livelli di tensione zero.

In questo caso si dice che i segnali non sono tra loro correlati ovvero sono Incoerenti.
La conseguenza delle combinazioni tra S1 e S2 porta la tensione all'uscita dell’integratore a variare in un'ampia gamma di livelli, compresi tra il livello più baso (Negativo) e quello più alto (Positivo), in funzione del grado di interdipendenza tra S1 ed S2: questa è la caratteristica fondamentale di un circuito di correlazione.

### Presenza del disturbo su S1 e S2
In tutti i casi esposti, alla tensione continua in uscita dall'integratore, è sovrapposta una piccola quota di tensione di rumore detta Varianza; l’ampiezza della varianza sarà tanto più piccola quanto più elevata sarà la costante di tempo dell'integratore.
L’ampiezza della tensione continua in uscita dall'integratore varia, sia per le diverse condizioni di correlazione tra i segnali, quali quelle indicate nell'elenco sopra impostato, sia per la presenza di eventuali disturbi che possono interferire sui segnali S1 ed S2; quest’ultima caratteristica è sfruttata ad arte per la misura precisa della quantità dei disturbi che inquinano i segnali.

### Legge di variazione di C(t)

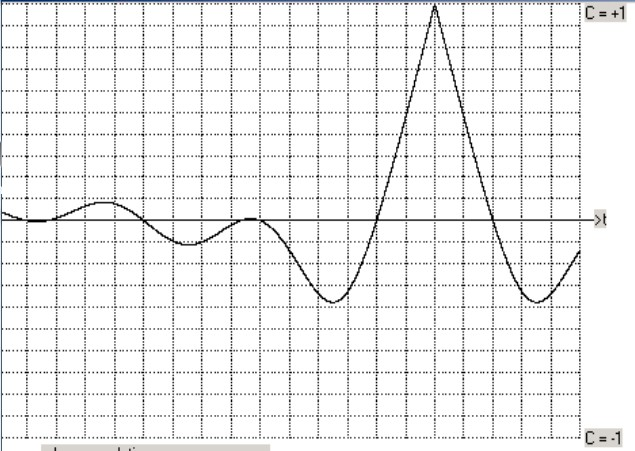
Curva tipica di tracciata per.

La variazione di {\displaystyle C(\tau )} in dipendenza dello stato dei segnali S1 ed S2 è esprimibile tramite una funzione del ritardo temporale {\displaystyle \tau } esistente tra i due segnali ed è indicata come funzione di correlazione; la funzione nasce dal fatto che la relazione di interdipendenza dei segnali d'ingresso al correlatore è legata al tempo d'evento dell'uno rispetto all'altro.
La curva è normalizzata: per {\displaystyle C(\tau )=\pm \ 2.5\ V} si traccia una curva che si estende da {\displaystyle Cn(\tau )=+\ 1} a {\displaystyle Cn(\tau )=-\ 1}
L'ampiezza della {\displaystyle Cn(\tau )} varia in dipendenza di {\displaystyle \tau ;S/N.} secondo l'algoritmo :
{\displaystyle Cn(\tau )={\frac {2}{\pi }}\arcsin {\left[K{\frac {\sin {(2\pi \cdot DF\cdot \tau )}}{(2\pi \cdot DF\cdot \tau )}}\cos {(2\pi \cdot F_{o}\cdot \tau )}\right]}}
nel quale:
{\displaystyle DF} = metà della larghezza di banda del ricevitore che definisce i segnali. 
{\displaystyle F_{o}} = frequenza media della banda. 
{\displaystyle K} = funzione che dipende dal rapporto tra le ampiezze dei segnali S1, S2 e dall'l’ampiezza del disturbo “N” secondo l’espressione: {\displaystyle K={\frac {1}{1+(N/S)^{2}}}}
In figura il grafico di {\displaystyle Cn(\tau )} per {\displaystyle \quad N=0;\quad DF=2000\ Hz;\quad F_{o}=3000\ Hz};  ascisse  {\displaystyle 1000\ \mu s} fondo scala.
Il massimo della curva indica che i segnali applicati al correlatore sono tra loro coerenti; l'ascissa del massimo, {\displaystyle 800\ \mu s.} indica il valore del ritardo esistente tra i due segnali.